# Am Rothenbaum
Am Rothenbaum je tenisový areál ležící v hamburské čtvrti Harvestehude. Komplex zahrnuje třináct otevřených antukových dvorců. Domovským oddílem je Club an der Alster. V areálu sídlí německý tenisový svaz Deutscher Tennis Bund.

## Centrální stadion
Centrální stadion se zatahovací střechou byl postaven v letech 1997–1999, jakožto největší tenisový dvorec v Německu. Jeho kapacita do roku 2020 činila 13 200 míst. Architektonický návrh zpracoval ateliér ASP Schweger Assoziierte Gesamtplanung.
Na roky 2018–2022 byla naplánována generální rekonstrukce celého tenisového areálu. V jejím rámci započaly úpravy stadionu zavěšením membránového střešního krytu v létě 2019. Závěr prací zahrnujících renovaci útrob, výměnu sedadel a další činnosti byl naplánován na červen 2020. Kapacita dvorce se snížila na přibližně 10 tisíc diváků, se zlepšením přístupností. Inovaci interiéru navrhla architektka Marlene Wetzelová. Na náklady ve výši 10 milionů eur přispěly osmi miliony sportovní nadace Alexandra Otta a dvěma miliony eur město Hamburk. Původně navržené stržení stadionu a výstavba nového, s výrazně nižší kapacitou 7,5 tisíce míst, bylo opuštěno pro neshodu zadavatelů.
Vedle sportu se dvorec stal také místem kulturních akcí. V srpnu 2004 na stadionu vystoupil italský tenorista Luciano Pavarotti.

## Turnaje
Nejstarší německý turnaj Hamburg Open, původně hraný od roku 1892 v hamburské čtvrti Uhlenhorst, o dva roky později premiérově v Rothenbaumu a poté i v Bad Homburgu, se do areálu trvale přestěhoval v roce 1924. Mezi památné zápasy moderní éry se v roce 1992 zařadila hladká semifinálová výhra Michaela Sticha nad Borisem Beckerem, v duelu dvou wimbledonských šampionů. V roce 1993 se pak Stich stal prvnín německým vítězem od Wilhelma Bungerta z roku 1964.
V letech 1896–1978 areál také hostil ženský turnaj German Open, představující Mezinárodní tenisové mistrovství Německa. V roce 1987 se ženská událost do klubu vrátila jako Citizen Cup a pod různými komerčními názvy probíhala do sezóny 2002. V dubnu 1993 byla na centrálním dvorci napadena světová jednička Monika Selešová, na níž nožem zaútočil Günter Parche.
V srpnu 2017 a 2018 se v areálu odehrálo finále světové série v plážovém volejbale FIVB World Tour. Ve finálovém utkání ročníku 2018 vyhrály Brazilky Ágatha Bednarczuková s Eduardou Lisboaovou nad českým párem Barbora Hermannová a Markéta Sluková. Na přelomu června a července 2019 hostil centrální stadion mistrovství světa v plážovém volejbalu. V září 2022 se na něm odehrála základní skupina finále Davis Cupu.